# Fairview (Oklahoma)
Pour les articles homonymes, voir Fairview.
Fairview est une ville de l'Oklahoma, située dans le comté de Major, aux États-Unis.